# Schnüriger
Die Schnüriger sind ein altes Geschlecht freier Landleute im Steinerviertel des eidgenössischen Standes Schwyz. Erstmals dokumentiert im 12. Jahrhundert. Ursprünglich Schnüerliger, herkommend vom Flurnamen „Schnüerlen“ (gleichbedeutend wie kleiner Murgang, Mure, Rüfe) in der Gemeinde Sattel (Schwyz).
Über die Jahrhunderte immer wieder bedeutende Persönlichkeiten in Staatswesen und Wehrdienst (Schwyzer Landvögte und Tagsatzungsdelegierte in der alten Eidgenossenschaft).
- Frei von Snürigen († 1386 bei Sempach)
- Werner Schnüriger († 1515 bei Marignano)
- Melchior (1778–1836),  Oberstlieutenant, Offizier in Frankreich und Neapel, Ritter des Ludwigsordens, schwyzerischer Kriegskommissär, verfasste „Ideen über den Gebrauch der Scharfschützenwaffe bei stehenden Heeren“ (1819)
- Arnold (1824–1876), Hauptmann in Neapel, u. a. Inhaber der Feldzugmedaille von Gaëta, verheiratet mit einer Fürstin Caracciolo aus Neapel.